# ماركو ريستريبو
ماركو ريستريبو (بالإنجليزية: Marco Restrepo)‏ هو كاتب أغاني وعازف قيثارة ومغن مؤلف ومغني أمريكي، ولد في 22 أكتوبر 1989 في ماريتا في الولايات المتحدة.